# Резолюция 30 на Съвета за сигурност на ООН
Резолюция 30 на Съвета за сигурност на ООН е приета на 25 август 1947 по повод Индонезийската национална революция. До приемането на резолюцията се стига, след като Съветът за сигурност получава уверенията на правителствата на Нидерландия и Индонезийската република, че в съответствие с Резолюция 27 са издадени заповеди за прекратяване на огъня. В Резолюция 30 Съветът за сигурност изразява задоволството си от факта, че страните в конфликта са предприели стъпки за изпълнение на Резолюция 27 и че нидерландското правителство е изразило намерението си да организира колониите си в Индонезия в една суверенна и демократична държава, наречена Съединени индонезийски щати. Съветът постановява всички правителства на страните – членове на Съвета за сигурност, които имат дипломатически представителства в Батавия, да изискат от тях да приготвят за осведомяване и ръководство на съвета съвместен доклад за ситуацията в Индонезийската република след приемането на Резолюция 27, като докладът трябва да съдържа сведения за спазването на заповедите за прекратяване на огъня и сведения за условията в районите под военна окупация, от които окупиралите ги военни сили могат да бъдат изтеглени след постигане на споразумение между страните в конфликта.
Резолюция 30 е приета с мнозинство от 7 гласа, като четирима от членовете на Съвета за сигурност – Колумбия, Полша, СССР и Великобритания – гласуват въздържали се.